# Ewart-Park-Phase

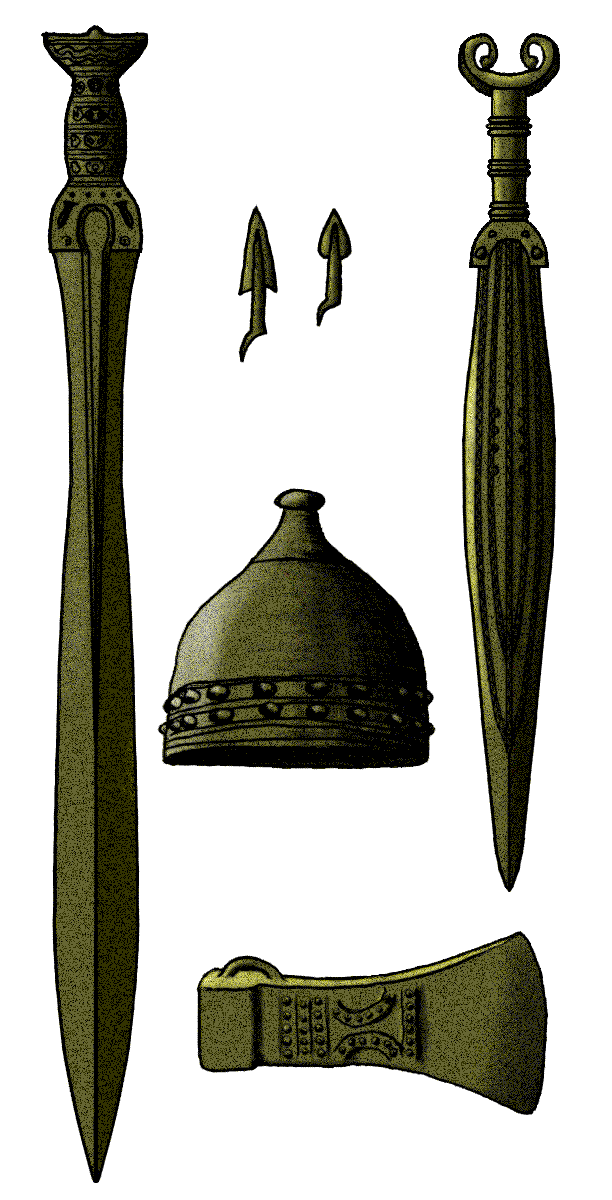
Ewart-Park-Waffen

Die Ewart-Park-Phase (1020–800 v. Chr.) ist eine der drei über Horte definierten Phasen der englischen Spätbronzezeit. Sie ist nach dem Hortfund von Ewart Park in Ewart westlich von Doddington im Norden von Northumberland benannt.

## Chronologie
Nach der klassischen Chronologie, die vor allem durch Colin Burgess (1938–2014) definiert wurde, bevor sich Radiokarbondatierungen allgemein durchsetzten, folgt die Ewart-Park-Phase (XII) der Wilberton- (Südengland) bzw. Wallington- (Nordengland) Phase (XI, 1140–1020 v. Chr.) und wird von der früheisenzeitlichen Llyn-Fawr-Phase (XIII), benannt nach einem Hortfund in Glamorgan, abgelöst. Burgess unterteilte die Phase in die Abschnitte 1 und 2, Needham et al. sehen jedoch keine klare Trennung. Die Ewart-Park-Phase überlappt teilweise mit dem früheren Blackmoor-Hort-Horizont. Der namensgebende Hort für diese Phase enthielt sowohl Wilberton- als auch Ewart-Park-Objekte.
Die Ewart-Park-Phase wurde traditionell auf ca. 1000–600 v. Chr. angesetzt, allerdings wurde schon vor den ersten 14C-Daten eine höhere Datierung vorgeschlagen. Burgess will die Phase auf 950/920–800 v. Chr. datieren.
Gleichzeitige Traditionen sind die Llantwit-Stogursey Tradition in Südwales, der Broadward-Komplex in den Welsh Marches, die Heathery Burn Tradition in Nordostengland, die Duddington, Covesea und Ballimore Traditionen in Schottland und die Dowris-Phase der Spätbronzezeit (von 1200 bis 500 v. Chr.) Irlands. Der Horizont entspricht typologisch dem HaB2-3 Horizont in Mitteleuropa bzw. BFa3 (Longueville Horizont) in Frankreich. Vereinzelt finden sich typische Bronzen des Horizontes auch in der Bretagne und in Nordfrankreich, zum Beispiel im Hort von Graville-Sainte-Honorine, Le Havre, Département Seine-Maritime oder Vénat bei Saint-Yrieix-sur-Charente, Département Charente. Eine gegenseitige Beeinflussung von Ewart Park- und Gündlingen-Schwertern wurde von Burgess und Colquhoun angenommen, die meisten Autoren halten jedoch die Ewart-Park-Schwerter für älter.

## Zusammensetzung der Horte
Zu den typischen Funden gehören Griffplattenschwerter, Schwertscheidenbeschläge, Tüllenbeile, Meißel, Tüllen-Sicheln und blattförmige Tüllen-Speerspitzen, teilweise mit basaler Lochung (basal loop). Tüllenbeile sind oft mit konzentrischen Kreisen verziert, die auf ihre Ableitung aus Lappenbeilen hinweisen. Pferdegeschirr und Wagenbeschläge erscheinen.
Während der Ewart-Park-Phase ist hoch bleilegierte Bronze weit verbreitet, sowohl in Südengland als auch in Nordfrankreich.
Funde aus der Ewart-Park-Phase sind wesentlich häufiger als solche aus den vorhergehenden Abschnitten. Dies mag auf die verstärkte Nutzung von Eisen und den damit einhergehenden Wertverlust von Bronze zurückgehen.
Die Zusammensetzung der Horte der Ewart-Park-Phase (Schatz von Duddingston Loch, Hort von Peelhill) unterscheidet sich deutlich von den Metallfunden in Siedlungen.